# Kižinginskij rajon
Il Kižinginskij rajon (in russo Кижингинский район?) è un municipal'nyj rajon della Repubblica autonoma di Buriazia, nella Siberia. Istituito nel 1940, occupa una superficie di 7.871 chilometri quadrati, ospita una popolazione di circa 19043 abitanti ed ha come capoluogo Kižinga.